# Niko Liquids
Niko Liquids mit Sitz in Essen ist eine international tätige Firmengruppe in der E-Zigaretten-Branche. Mit einer Fertigungskapazität von 300.000 Flaschen täglich auf vier vollautomatischen Abfüllanlagen gehört die Niko Liquids GmbH zu den größten Produzenten von Liquids und sonstigen Flüssigkeiten für E-Zigaretten (Basen, Aromen) in Europa. Außerdem importiert, registriert und vertreibt die Unternehmensgruppe E-Zigaretten-Hardware und Zubehör als Großhändler an den deutschen und europäischen Einzelhandel.

## Geschichte
Niko Liquids wurde 2011 als Reaktion auf die wachsende Nachfrage nach E-Zigaretten der ersten Generation von einem Chemiker und einem Investor gegründet. Zur damaligen Zeit stammten die meisten Liquids – ebenso wie die E-Zigaretten – aus chinesischer Produktion und entsprachen sowohl hinsichtlich Geschmack als auch der Qualität der Zutaten nicht den Ansprüchen vieler deutscher E-Zigaretten-Benutzer.
Der Start als Manufaktur für die Belieferung regionaler Händler verlief erfolgreich. Als die nordrhein-westfälische Gesundheitsministerin Barbara Steffens (Bündnis 90/Die Grünen) 2012 Liquids wegen des darin enthaltenen Nikotins als Arzneimittel einstufen und den Vertrieb auf Apotheken beschränken wollte, stellte das Unternehmen die Herstellung vorsorglich auf Pharma-Standard um (Reinraum-Produktionsverfahren und Verwendung von Rohstoffen gemäßEuropäischem Arzneibuch). Obwohl die Ministerin mit ihrem Vorhaben letztlich vor dem Oberverwaltungsgericht Münster scheiterte, hielt Niko Liquids in der Folge an der Produktion nach Pharma-Standards mit analytischen Kontrollen durch Fachchemiker im eigenen Labor fest.
In den folgenden Jahren wurde der Vertrieb auf ganz Deutschland sowie weitere Länder Europas ausgedehnt. So konnte das Unternehmen alle großen Filialisten des Tabakwaren-Einzelhandels sowie zahlreiche weitere Einzelhändler als Vertriebsstellen gewinnen. Inzwischen zählen auch der Lebensmittelhandel sowie Tankstellenketten zu den Kunden. In Deutschland sind Niko Liquids Produkte aktuell (März 2019) an mehr als 20.000 Verkaufsstellen erhältlich.
2013 ging der Tabakkonzern Philip Morris vergeblich gegen Niko Liquids vor, weil er in der Liquid-Sorte „Marbo Red“ eine Verwechslungsgefahr mit seiner Zigarettenmarke „Marlboro“ sah.
2018 wurde das Produktportfolio auch um Liquids mit Nikotinsalz und Cannabidiol (CBD) erweitert.
2019 Niko Liquids ist Gründungsmitglied des am 2. September 2019 in Berlin gegründeten BVTE. Der Bundesverband der Tabakwirtschaft und neuartiger Erzeugnisse (BVTE) vertritt und fördert produktübergreifend die Interessen der gesamten Wertschöpfungskette der Branche für das Rauchen, Dampfen sowie oralen Tabak- und Nikotingenuss:
- der Hersteller, Zulieferer und Distributoren klassischer Tabakerzeugnisse wie Zigaretten, Feinschnitt/Rauchtabak, Kautabak, Schnupftabak, Tabak zum oralen Gebrauch, Zigarren/Zigarillos, Pfeifen- und Wasserpfeifentabak und von deren Verbänden
- der Hersteller, Zulieferer und Distributoren neuartiger und risikoreduzierter Tabak- und Nikotinprodukte wie Tabakerhitzer und E-Zigaretten einschließlich des zugehörigen Tabaks bzw. der Nachfüllbehälter sowie nikotinfreier Produkte zum Dampfen oder zum Konsumieren in sonstiger Weise
- der Verbände und Unternehmen verbundener Wirtschaftszweige aus dem Tabakanbau, dem Handel, der Werbe- und Verpackungswirtschaft, dem Maschinenbau, der Logistik, dem Messewesen sowie sonstiger mit der Tabakwirtschaft verbundener Unternehmen und von deren Verbänden

## Struktur
Das Unternehmen befindet sich in Familienbesitz. Es produziert nikotinfreie und nikotinhaltige Flüssigkeiten für E-Zigaretten und vertreibt sämtliche Produkte rund um die E-Zigarette. Zur Gruppe zählen folgende Firmen:
- Niko Liquids GmbH (Herstellung von Flüssigkeiten für E-Zigaretten)
- Niko Liquids Trading GmbH (Vertrieb von Flüssigkeiten für E-Zigaretten, Hardware-Import und -Großhandel)
- Niko Liquids CRM GmbH

Insgesamt beschäftigt die Niko Liquids Gruppe rund 220 Mitarbeiter (Stand: Dezember 2020).